# A Country Christmas
A Country Christmas är ett julalbum från 1966 av Loretta Lynn. Albumet innehåller den av 33 medlemmar bestående Boys Town Choir och Boys Town-orgeln i Omaha, Nebraska. Två låtar, "Away in a Manger" och "Angels from the Realms of Glory," sjungs helt av kören. Don Everly sjunger "What Child Is This?" solo och Phil "O Little Town of Bethlehem."
Albumet återutgavs 2005 på CD av Rhino Flashback med ett bonusspår, "The First Noel".

## Låtlista
1. "Adeste Fideles (O Come All Ye Faithful)" (Traditionell) – 2:16
2. "Away in a Manger" (Traditionell) – 2:05
3. "God Rest Ye Merry, Gentlemen" (Traditionell) – 1:30
4. "What Child Is This?" (Dix, Traditionell) – 2:21
5. "Silent Night" (Gruber, Mohr, Traditionell) – 3:01
6. "Hark! The Herald Angels Sing" (Mendelssohn, Traditionell) – 2:12
7. "Angels, From the Realms of Glory" (Traditionell) – 3:28
8. "Deck the Halls with Boughs of Holly" (Traditionell) – 1:35
9. "Bring a Torch, Jeannette, Isabella" (Traditionell) – 1:30
10. "O Little Town of Bethlehem" (Traditionell) – 2:17
11. "We Wish You a Merry Christmas" (Traditionell) – 1:22